# Wibautstraat (metrostation)
Station Wibautstraat is een station van de Amsterdamse metro in het stadsdeel Oost. 

## Geschiedenis en ligging

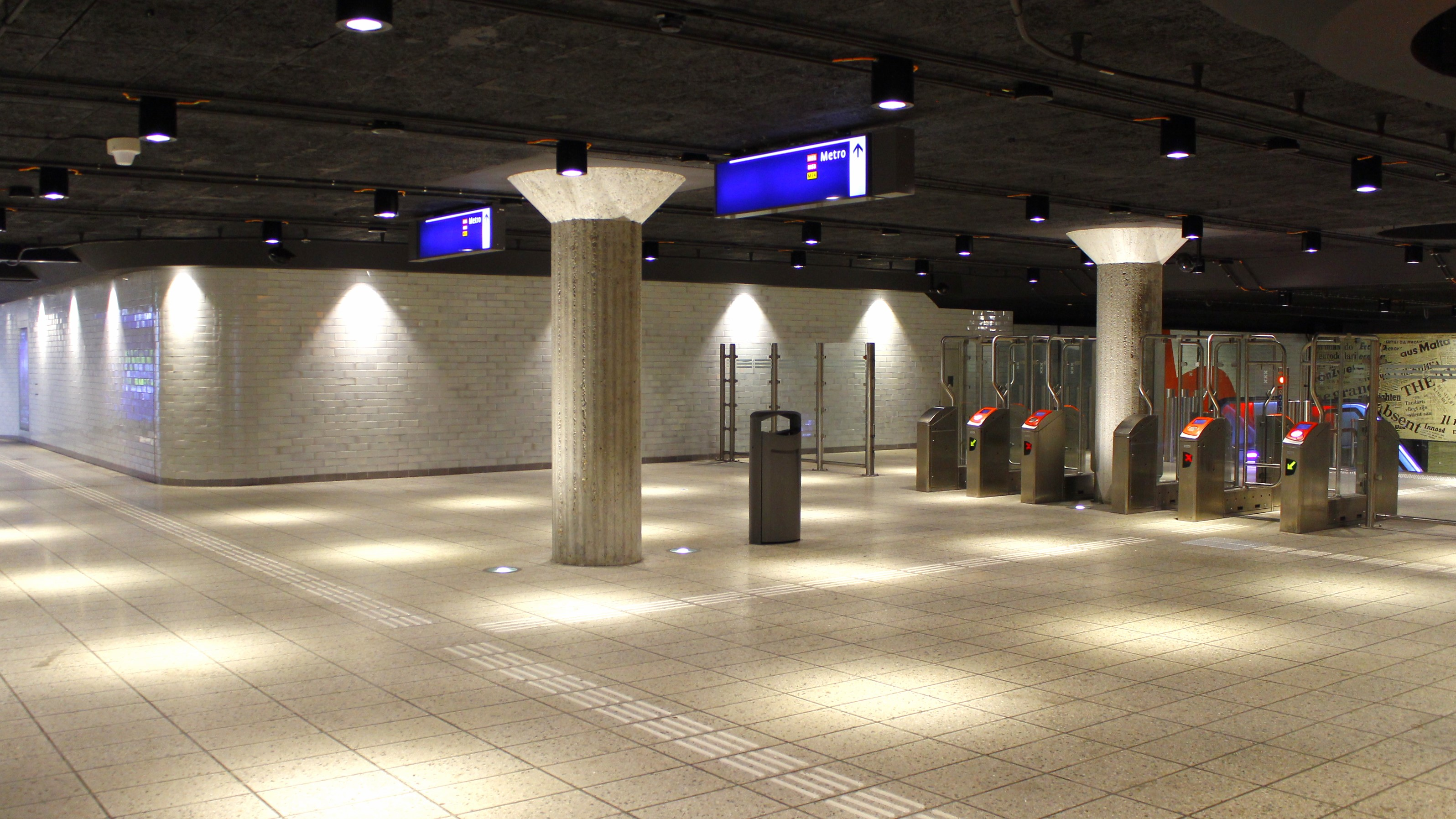
Noordingang

Het station is gelegen onder de gelijknamige straat. De Wibautstraat is in de jaren '40 aangelegd op de plaats van de vroegere spoorlijn van het Weesperpoortstation in de richting Utrecht.
De aanleg van het station was een van lange adem. Al in 1966 werden plannen voor de Amsterdamse metro steeds definitiever. Op een kaartje van het metroplan 1968 stond het station oorspronkelijk aangegeven als station Oosterparkstraat. Midden jaren zeventig raakten ze in een stroomversnelling, maar van ontwerpen voor de stations was eigenlijk nog niets bekend. De Dienst der Publieke Werken met de architecten Ben Spängenburg en later Sier van Rhijn moest halsoverkop stations en infrastructuur ontwerpen om de Oostlijn in april 1977 voor het proefbedrijf te kunnen openen. Volgens Spängenburg werden er tijdens de bouw nog architectonische wijzigingen aangebracht en ingetekend.  
De metrolijnen 51, 53 en 54 hebben een halte in dit station. 
Het station heeft vier in- en uitgangen. De noordelijke liggen ter hoogte van het Cygnus Gymnasium, de zuidelijke ter hoogte van de Platanenweg. Onder dit station bevindt zich, net als onder Weesperplein, een ruimte die bij een nucleaire aanval in de Koude Oorlog als schuilkelder gebruikt kon worden.
Er is een overstapgelegenheid op 300 meter afstand op tramlijn 3 (bij noordelijke uitgangen).
Het metrostation was in de jaren tachtig en negentig geliefd bij drugsgebruikers en daklozen, deze trokken na een steeds verder oprukkende sanering van de omliggende woonwijken weg maar ook omdat er toezicht en ingangscontrole werd ingesteld. In aanloop naar de opening van de metrolijn 52 (Noord/Zuidlijn) in 2018 kregen alle stations aan de Oostlijn opknapbeurten. Dit had bijvoorbeeld tot gevolg dat er nieuwe belettering werd aangebracht bij de in- en uitgangen, ook de in- en uitgangen kregen een opener uiterlijk. De belettering is afkomstig uit de fabrieken van Koninklijke Tichelaar Makkum.

## Kunst
De wanden van het ondergrondse station zijn beschilderd met gekleurde drukletters omdat boven de grond de krantenuitgevers Het Parool, de Volkskrant en Trouw gevestigd waren. Deze uitgeverijen kwamen oorspronkelijk vanaf de Nieuwezijds Voorburgwal, de Fleetstreet van Amsterdam, en zijn in respectievelijk 1964 en 1965 naar de Wibautstraat verhuisd, maar vertrokken later weer naar elders. Het ontwerp voor Kranten en letters werd vervaardigd door de politieke cartoonist en tekenaar Opland.
Op de noordoostelijke in- en uitgang werd in 2017 een muurschildering gezet door Kamp Seedorf van de dan zieke burgemeester Eberhard van der Laan (Damsko Strijder). Het GVB was eerst van plan de streetart te verwijderen, maar besloot op een later tijdstip deze te laten staan. Dit besluit kwam te laat aan bij een van vakantie terugkerende medewerker, die bij terugkeer subiet het kunstwerk verwijderde. Kamp Seedorf kreeg in 2019 een herkansing; bijna dezelfde beeltenis verscheen op een stalen kolom op het Mercatorplein.
Het lettertype voor de in- en uitgangen, die gebakken werden door Koninklijke Tichelaar is afkomstig van René Knip, die zichzelf echter ziet als grafisch ontwerper en niet als kunstenaar ("Ik ben geen kunstenaar hoor"). De belettering van de stationsborden is ontworpen door Gerard Unger (M.O.L.).

## Afbeeldingen

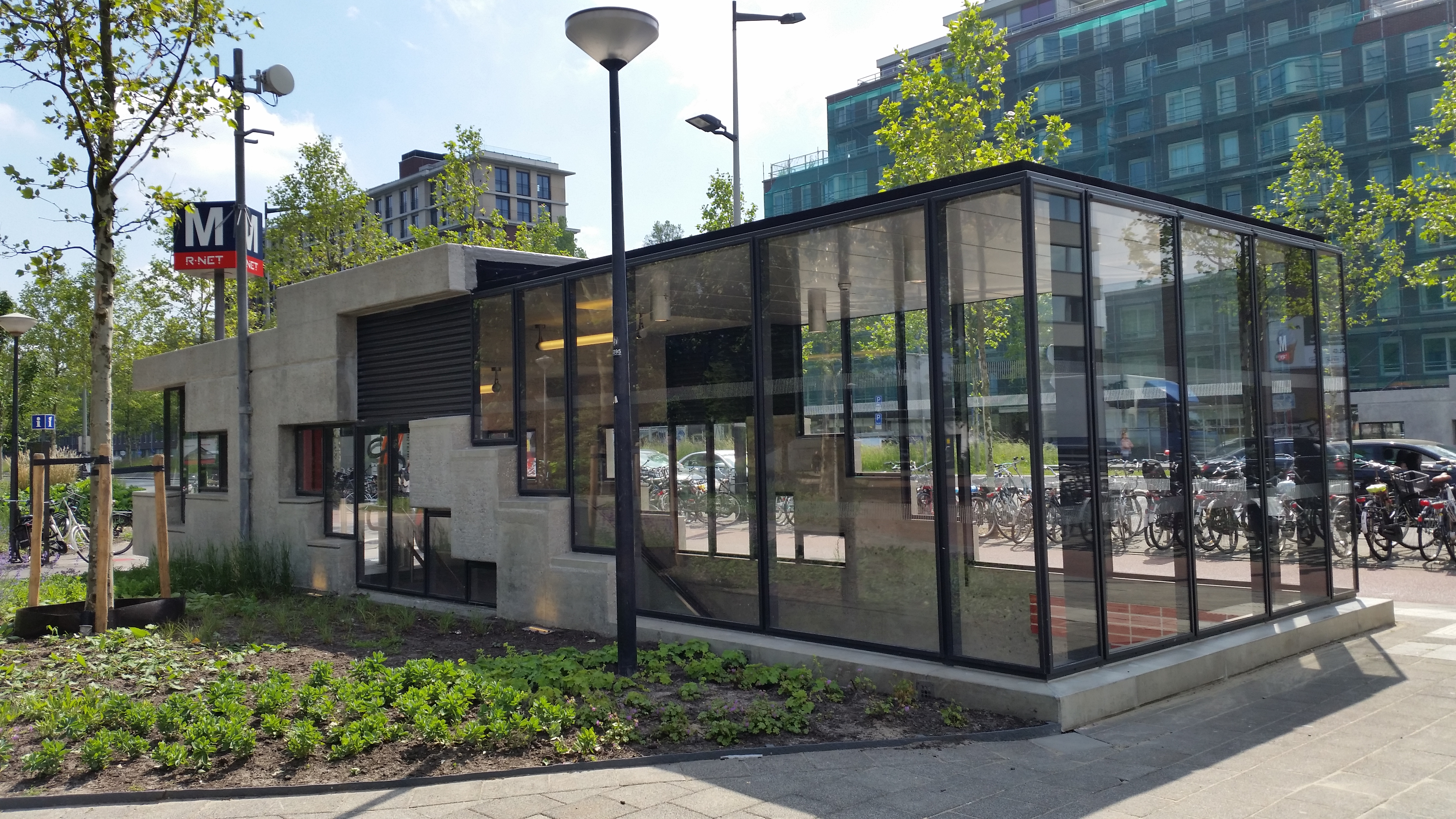
Buitenzijde metrostation in/uitgang Platanenweg Oost (mei 2019)
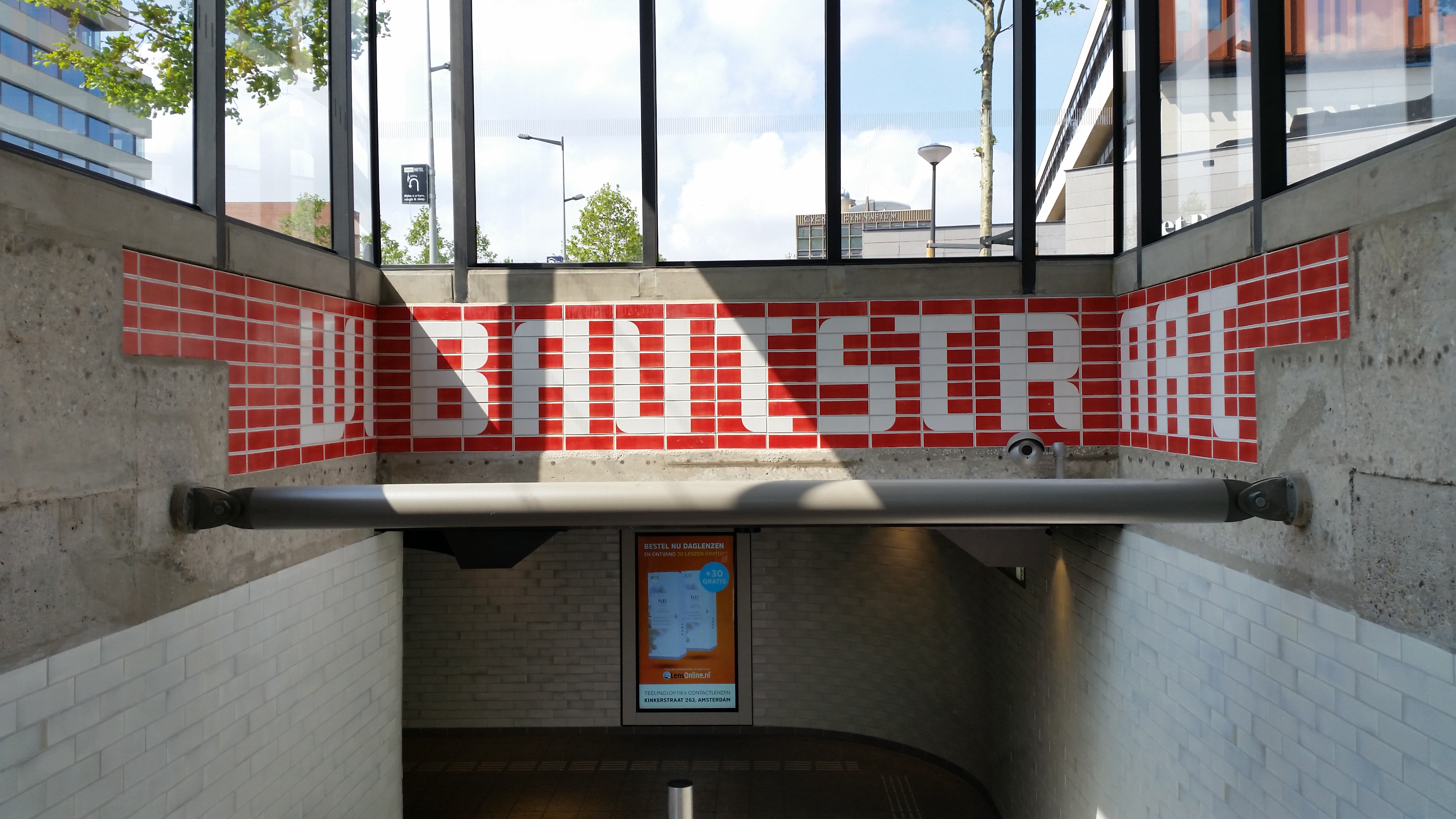
Belettering van Knip bij in/uitgang Platanenweg Oost (mei 2019)
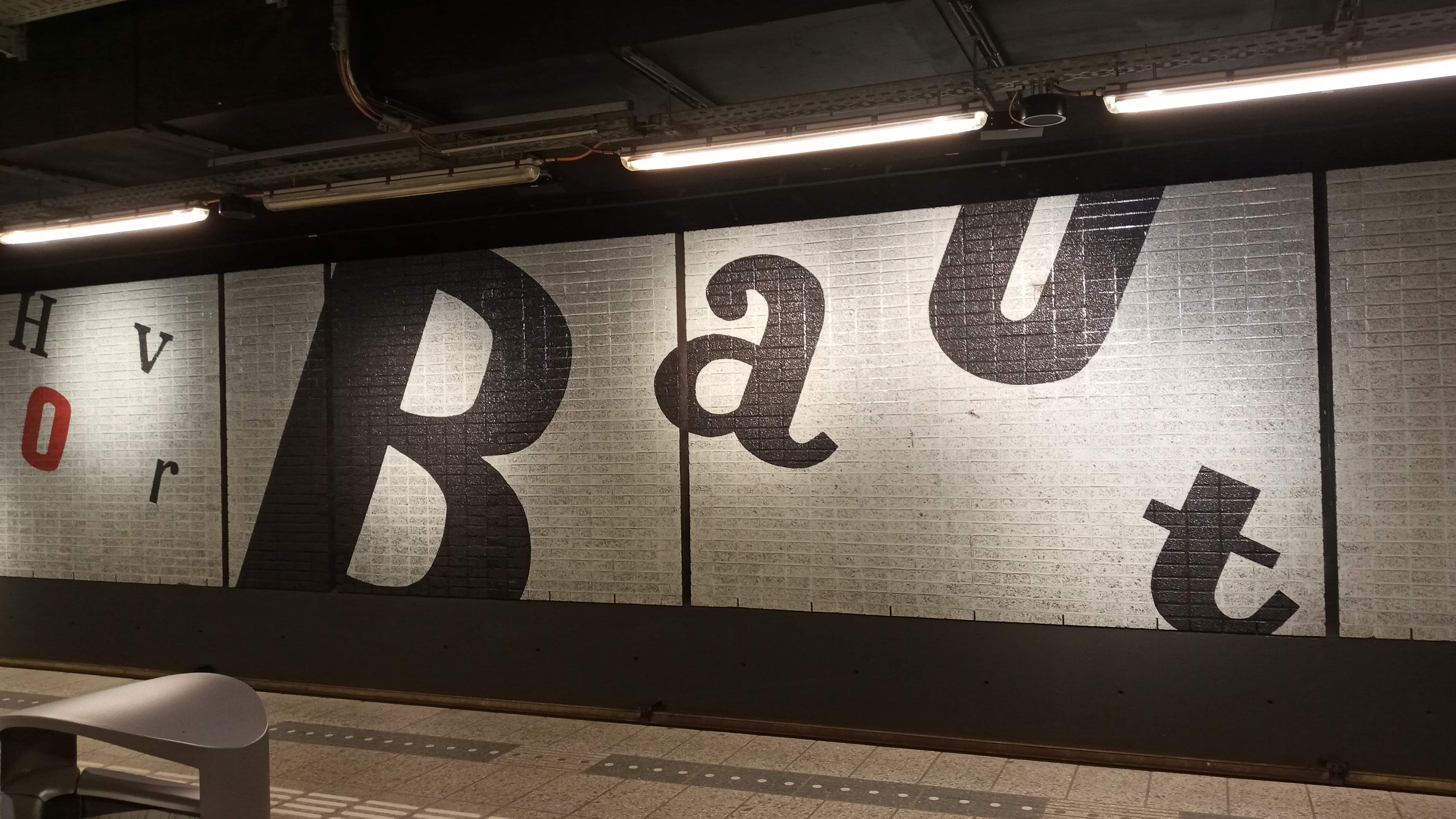
Klein deel van "(kranten)letters" door Opland (kunst 1974-1977, foto 2021)

Centraal Station (NS) ·
Nieuwmarkt ·
Waterlooplein ·
Weesperplein ·
Wibautstraat ·
Amstelstation (NS) ·
Spaklerweg ·
Overamstel ·
Station RAI (NS) ·
Station Zuid (NS) ·
Amstelveenseweg ·
Henk Sneevlietweg ·
Heemstedestraat ·
Station Lelylaan (NS) ·
Postjesweg ·
Jan van Galenstraat ·
De Vlugtlaan ·
Station Sloterdijk (NS) ·
Isolatorweg
Centraal Station (NS) ·
Nieuwmarkt ·
Waterlooplein ·
Weesperplein ·
Wibautstraat ·
Amstelstation (NS) ·
Spaklerweg ·
Van der Madeweg ·
Venserpolder ·
Station Diemen Zuid (NS) ·
Verrijn Stuartweg ·
Ganzenhoef ·
Kraaiennest ·
Gaasperplas
Centraal Station (NS) ·
Nieuwmarkt ·
Waterlooplein ·
Weesperplein ·
Wibautstraat ·
Amstelstation (NS) ·
Spaklerweg ·
Van der Madeweg ·
Station Duivendrecht (NS) ·
Strandvliet ·
Station Bijlmer ArenA (NS) ·
Bullewijk ·
Holendrecht (NS) ·
Reigersbos ·
Gein